# آزمون عملکرد کبد
 آزمون عملکرد کبد (به انگلیسی: LFT) گروهی از آزمایش‌های خونی هستند که اطلاعات مفیدی در مورد وضعیت و عملکرد کبد بیمار ارائه می‌کنند. این آزمایش‌ها شامل اندازه‌گیری سطح ترانس‌آمینازهای کبدی ای‌ال‌تی و ای‌اس‌تی (یا OT/PT)٬ زمان پروترومبین (پی‌تی خون و ای‌ان‌آر)٬ آلبومین و بیلیروبین (مستقیم و غیرمستقیم) هستند. 
بیشتر بیماری‌های کبدی در ابتدا دارای نشانه و علائمی ملایم هستند که باید زود تشخیص داده شوند. مشکلات کبدی در برخی بیماری‌ها از اهمیت ویژه‌ای برخوردارند. برخی از آزمایش‌ها مانند میزان آلبومین به کارکرد کبد، برخی مانند ترانس‌آمینازها به یکپارچگی یاخته‌های کبدی و برخی نیز مانند آلکالین‌فسفاتاز مرتبط با دستگاه صفراوی هستند.
این آزمایش‌ها می‌توانند در تشخیص وجود بیماری کبدی، تشخیص نوع بیماری کبدی، ارزیابی میزان آسیب کبدی و پاسخ به درمان مورد نیاز باشند. گونه‌ای یا همه این آزمایش‌ها همچنین در حدود دو بار در سال در بیماران مصرف‌کننده برخی داروها، مانند داروهای ضد تشنج، برای اطمینان از سلامت کبد در این بیماران انجام می‌شود.